# Сидни Гутиерес
Сидни Макнийл „Сид“ Гутиерес (на английски: Sidney McNeill "Sid" Gutierrez) е американски тест пилот и астронавт от НАСА, участник в два космически полета.

## Образование
Сидни Гутиерес завършва колеж в родния си град през 1969 г. През 1973 г. се дипломира като бакалавър по аерокосмическо инженерство в Академията на USAF. През 1977 г. става магистър по мениджмънт в Университета Уебстър, Сейнт Луис, Мисури.

## Военна служба
Гутиерес е национален колежански шампион по парашутизъм с повече от 550 скока и клас „Майстор парашутист“. През 1977 г. става военен пилот. От 1978 г. Гутиерес е зачислен в 7-а тактическа бойна ескадрила в авиобазата Холоман, Аламогордо, Ню Мексико. Лети на изтребител F-15 Eagle. Завършва школа за тест пилоти през 1981 г. Започва работа по последните модификации на изтребителя F-16 Falcon. В кариерата си има 4500 полетни часа на реактивни машини.

## Служба в НАСА
Сидни Гутиерес е избран за астронавт от НАСА на 23 май 1984 г., Астронавтска група №10. Взима участие в два космически полета.

### Полети
| Сидни Макнийл „Сид“ Гутиерес                                   | Сидни Макнийл „Сид“ Гутиерес | Сидни Макнийл „Сид“ Гутиерес | Сидни Макнийл „Сид“ Гутиерес | Сидни Макнийл „Сид“ Гутиерес | Сидни Макнийл „Сид“ Гутиерес         | Сидни Макнийл „Сид“ Гутиерес |
| №                                                              | Дата                         | КК                           | Емблема на мисията           | Функции                      | Продължителност                      |                              |
| -------------------------------------------------------------- | ---------------------------- | ---------------------------- | ---------------------------- | ---------------------------- | ------------------------------------ | ---------------------------- |
| 1                                                              | 5 юни 1991                   | „Колумбия“, мисия STS-40     |                              | Пилот                        | 9 денонощия 02 часа 14 мин. 20 сек.  |                              |
| 2                                                              | 9 април 1994                 | „Индевър“, мисия STS-59      |                              | Командир                     | 11 денонощия 05 часа 49 мин. 30 сек. |                              |
| Сумарно време в космоса – 20 денонощия 08 часа 03 мин. 50 сек. |                              |                              |                              |                              |                                      |                              |

## Награди
- Медал на НАСА за участие в космически полет (2);
- Медал на НАСА за отлична служба;
- Медал на НАСА за изключително лидерство.